# Sead Kolašinac
Sead Kolašinac (Karlsruhe, 1993. június 20. –) bosnyák válogatott labdarúgó, az Atalanta játékosa.

## Pályafutása

### Klubcsapatokban
Szülővárosának csapatában az Karlsruhe korosztályos klubjaiban kezdett megismerkedni a labdarúgással, majd volt a Hoffenheim, a Stuttgart és 2011-ben a Schalke akadémiájának tagja. 2012. szeptember 15-én mutatkozott be a Bundesligában a Greuther Fürth ellen 2–0-ra megnyert bajnoki mérkőzésen. December 4-én kezdőként lépett pályára a francia Montpellier elleni UEFA-bajnokok ligája találkozón. 2013 júniusában meghosszabbították szerződését 2017 júniusáig. 2015. december 13-án megszerezte első gólját klubjában az Augsburg elleni 1–1-es döntetlennel végződő bajnoki mérkőzésen. 2017 májusában nem hosszabbította meg lejáró szerződését. A 2016–17-es szezon álomcsapatának tagjai közé választották meg.
2017. június 6-án az angol Arsenal bejelentette, hogy sikeres tárgyalásokat követően ingyen szerződtették. Augusztus 6-án góllal mutatkozott be új csapatában a Chelsea elleni szuperkupa mérkőzésen, amit 1–1-es rendes játékidőt követően tizenegyesekkel nyert meg az Arsenal. Augusztus 11-én a bajnokságban gólpasszal debütált a Leicester City ellen. Az augusztusban nyújtott teljesítményével megválasztották a klubban a hónap játékosának.. Szeptember 14-én első Európa-liga találkozóján megszerezte első gólját a sorozatban új klubjában az 1. FC Köln csapata ellen. Október 28-án a bajnokságban is megszerezte első találatát a Swansea City ellen. Ebben a hónapban ismét megkapta a hónap játékosa címet.
2020. december 31-én bejelentették, hogy a 2020–21-es idény végéig kölcsönvette korábbi klubja a német Schalke. 2022. január közepén a francia Olympique Marseille szerződtette.
2023. július 6-án jelentette be az Atalanta a szerződtetését. 2024. május 22-én a német Bayer Leverkusen ellen megnyerte csapatával az Európa-ligát.

### A válogatottban
Többszörös német ifjúsági válogatott labdarúgó, majd 2013 óta felnőtt szinten Bosznia-Hercegovinát képviseli.  2013. november 18-án Argentína elleni barátságos mérkőzésen mutatkozott be a bosnyák válogatottban. Bekerült a 2014-es labdarúgó-világbajnokságon résztvevő keretbe. A csoportkör első mérkőzésén Argentína ellen a 3. percben a világbajnokság leggyorsabb öngólját szerezte meg.

## Magánélete
Németországban született bosnyák szülők gyermekeként. Rendelkezik német és bosnyák útlevéllel is. Muszlim vallású.

## Sikerei, díjai

### Klubcsapatokban
- Arsenal
  - FA-kupa – győztes: 2019–20
  - Angol szuperkupa – győztes: 2017, 2020
  - Angol ligakupa – döntős: 2017–2018
  - Európa-liga – döntős: 2018–19

- Atalanta
  - Európa-liga: 2023–24

### Válogatott

#### Bosznia-Hercegovina
- Kirin-kupa: 2016

### Egyéni
- Bundesliga – A szezon csapata: 2016–17
- Európa-liga – A szezon kerete: 2018–19

## Statisztikái

### Klubcsapatokan
Legutóbb 2023. június 3-án lett frissítve.
| Klub          | Szezon   | Bajnokság         | Bajnokság | Bajnokság | Nemzeti kupa | Nemzeti kupa | Ligakupa | Ligakupa | Nemzetközi | Nemzetközi | Egyéb | Egyéb | Összesen | Összesen |
| Klub          | Szezon   | Bajnokság         | Mérk.     | Gólok     | Mérk.        | Gólok        | Mérk.    | Gólok    | Mérk.      | Gólok      | Mérk. | Gólok | Mérk.    | Gólok    |
| ------------- | -------- | ----------------- | --------- | --------- | ------------ | ------------ | -------- | -------- | ---------- | ---------- | ----- | ----- | -------- | -------- |
| Schalke 04 II | 2011–12  | Regionalliga Nord | 2         | 0         | —            | —            | —        | —        | —          | —          | —     | —     | 2        | 0        |
| Schalke 04 II | 2012–13  | Regionalliga Nord | 5         | 2         | —            | —            | —        | —        | —          | —          | —     | —     | 5        | 2        |
| Schalke 04 II | 2014–15  | Regionalliga Nord | 1         | 0         | —            | —            | —        | —        | —          | —          | —     | —     | 1        | 0        |
| Schalke 04 II | Összesen | Összesen          | 8         | 2         | —            | —            | —        | —        | —          | —          | —     | —     | 8        | 2        |
| Schalke 04    | 2012–13  | Bundesliga        | 16        | 0         | 1            | 0            | —        | —        | 3          | 0          | —     | —     | 20       | 0        |
| Schalke 04    | 2013–14  | Bundesliga        | 24        | 0         | 0            | 0            | —        | —        | 6          | 0          | —     | —     | 30       | 0        |
| Schalke 04    | 2014–15  | Bundesliga        | 6         | 0         | 1            | 0            | —        | —        | 0          | 0          | —     | —     | 7        | 0        |
| Schalke 04    | 2015–16  | Bundesliga        | 23        | 1         | 1            | 0            | —        | —        | 6          | 0          | —     | —     | 30       | 1        |
| Schalke 04    | 2016–17  | Bundesliga        | 25        | 3         | 3            | 0            | —        | —        | 8          | 0          | —     | —     | 35       | 3        |
| Schalke 04    | Összesen | Összesen          | 94        | 4         | 6            | 0            | —        | —        | 23         | 0          | —     | —     | 123      | 4        |
| Arsenal       | 2017–18  | Premier League    | 27        | 2         | 0            | 0            | 3        | 0        | 5          | 2          | 1     | 1     | 36       | 5        |
| Arsenal       | 2018–19  | Premier League    | 24        | 0         | 2            | 0            | 0        | 0        | 10         | 0          | —     | —     | 36       | 0        |
| Arsenal       | 2019–20  | Premier League    | 26        | 0         | 4            | 0            | 1        | 0        | 1          | 0          | —     | —     | 32       | 0        |
| Arsenal       | 2020–21  | Premier League    | 1         | 0         | 0            | 0            | 3        | 0        | 4          | 0          | 1     | 0     | 9        | 0        |
| Arsenal       | Összesen | Összesen          | 78        | 2         | 6            | 0            | 7        | 0        | 20         | 2          | 2     | 1     | 113      | 5        |
| Schalke 04    | 2020–21  | Bundesliga        | 17        | 1         | 1            | 0            | —        | —        | —          | —          | —     | —     | 18       | 1        |
| Schalke 04    | Összesen | Összesen          | 17        | 1         | 1            | 0            | 0        | 0        | 0          | 0          | 0     | 0     | 18       | 1        |
| Marseille     | 2021–22  | Ligue 1           | 14        | 0         | 0            | 0            | —        | —        | 3          | 0          | —     | —     | 17       | 0        |
| Marseille     | 2022–23  | Ligue 1           | 33        | 4         | 4            | 0            | —        | —        | 4          | 0          | —     | —     | 41       | 4        |
| Marseille     | Összesen | Összesen          | 47        | 4         | 4            | 0            | 0        | 0        | 7          | 0          | 0     | 0     | 58       | 4        |
| Atalanta      | 2023–24  | Serie A           | 0         | 0         | 0            | 0            | 0        | 0        | 0          | 0          | 0     | 0     | 0        | 0        |
| Atalanta      | Összesen | Összesen          | 0         | 0         | 0            | 0            | 0        | 0        | 0          | 0          | 0     | 0     | 0        | 0        |
| Összesen      | Összesen | Összesen          | 246       | 13        | 18           | 0            | 9        | 0        | 50         | 2          | 2     | 1     | 325      | 16       |

1. ↑  Magában foglalja a  Német kupán és az FA-kupán való pályára lépéseit.
2. ↑  Magában foglalja a Angol ligakupán való pályára lépéseit.
3. 1 2  Magában foglalja a Bajnokok ligájában való pályára lépeseit.
4. 1 2 3 4 5 6  Magában foglalja az Európa-ligában való pályára lépeseit.
5. ↑  Magában foglalja az Angol szuperkupán való pályára lépeseit.
6. ↑  Magában foglalja az Angol szuperkupán való pályára lépeseit.

### A válogatottban
| Nemzeti csapat      | Év       | Mérk. | Gólok |
| ------------------- | -------- | ----- | ----- |
| Bosznia-Hercegovina |          |       |       |
| 2013                | 1        | 0     |       |
| 2014                | 5        | 0     |       |
| 2015                | 4        | 0     |       |
| 2016                | 7        | 0     |       |
| 2017                | 5        | 0     |       |
| 2018                | 2        | 0     |       |
| 2019                | 6        | 0     |       |
| 2020                | 5        | 0     |       |
| 2020                | 8        | 0     |       |
| 2020                | 8        | 0     |       |
| 2020                | 2        | 0     |       |
| Összesen            | Összesen | 53    | 0     |

## Külső hivatkozások
- Sead Kolašinac adatlapja a worldfootball.net oldalon (angolul)
- Sead Kolašinac a National-football-teams.com oldalon